# 阿蘇惟將
阿蘇惟將（1520年－1583年12月15日）是日本戰國時代武將。肥後國的戰國大名。

## 生平
在永祿2年（1559年）因為父親阿蘇惟豐死去而繼任家督。此時的阿蘇氏受到島津氏和龍造寺氏等勢力的壓迫而陷入困境，不過惟將重用甲斐宗運並與大友氏等結盟來維持獨立。此後亦巧妙地與其他勢力聯手，於是終生都能夠維持獨立狀態。
在天正11年（1583年）死去，家督由弟弟惟種繼承。